# ليديبرد (سلسلة كتب)

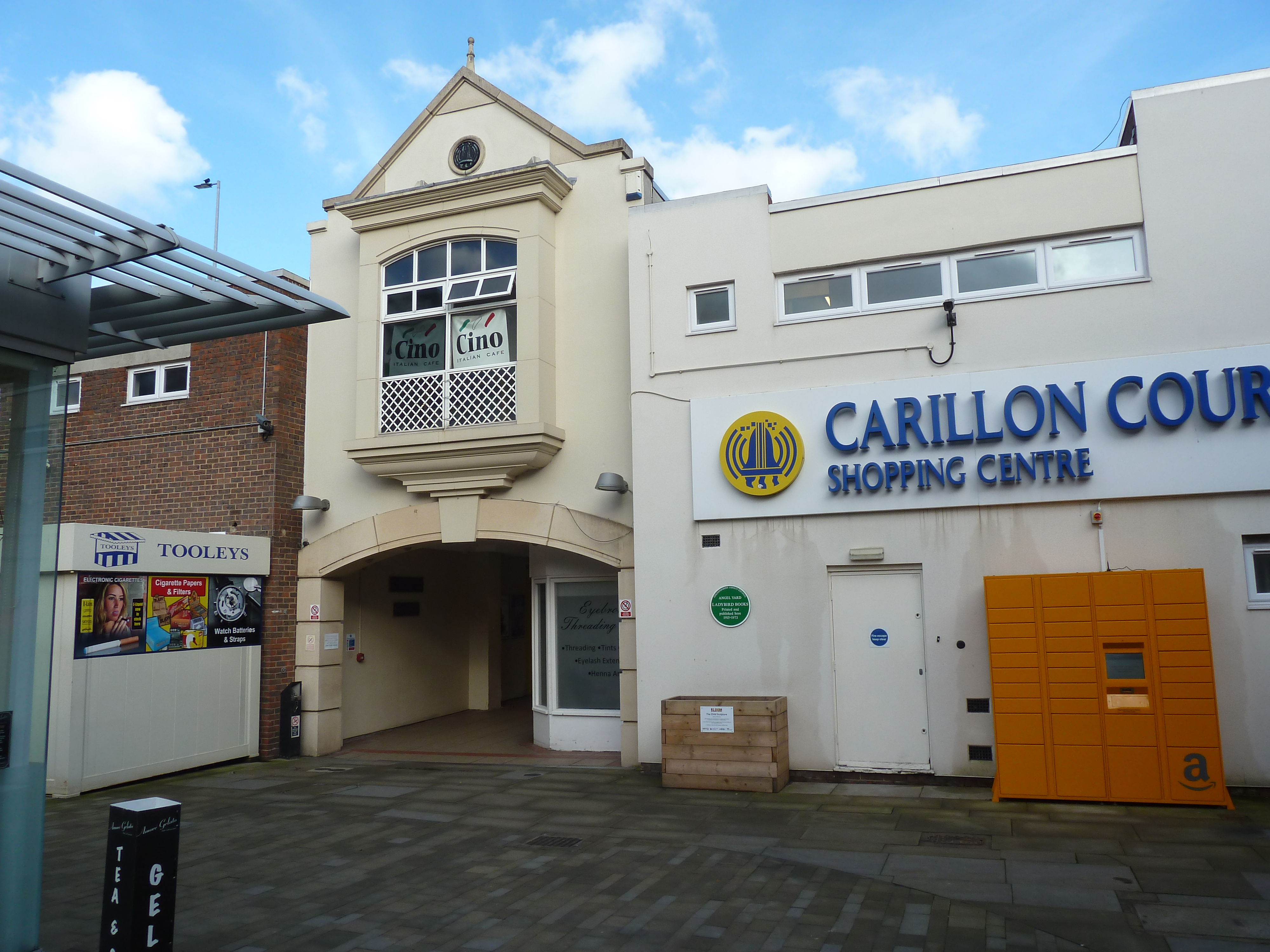
إنجل يارد (Angel Yard)، لوفبرا.

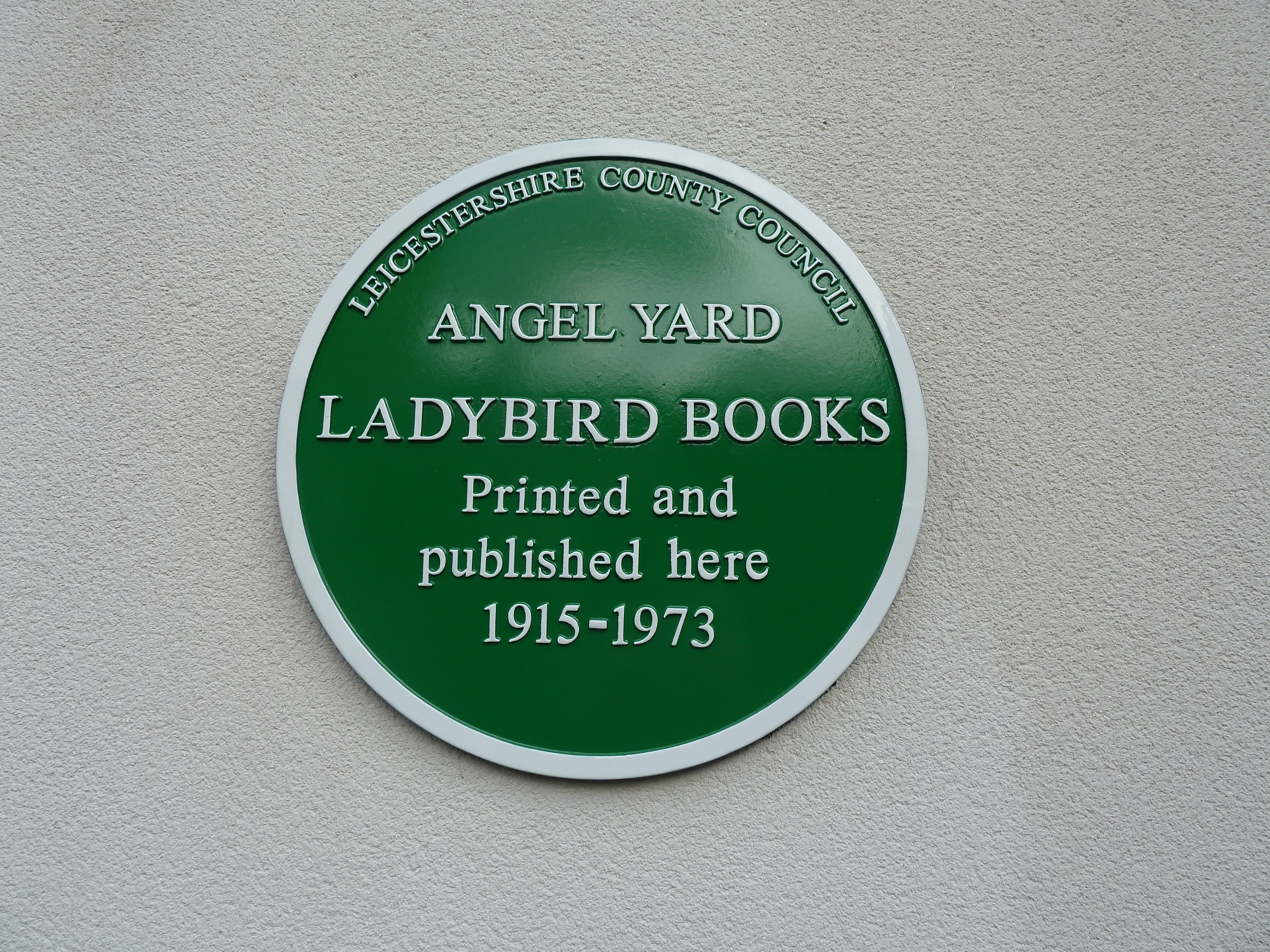
لوحة خضراء لسلسلة ليديبرد، إنجل يارد، لوفبرا.

سلسلة ليديبرد (Ladybird Books) هي شركة نشر مقرها لندن، وتعمل بصمةً قائمةً بذاتها داخل مجموعة بِنْغُوِن للشركات. تنشر بصمة ليديبرد كتب الأطفال في الأسواق الجماعية.
إنها بصمة لشركة بِنْغُوِن رَانْدَم هاوس (Penguin Random House)، وهي شركة تابعة لمجموعة وسائل الإعلام الألمانية برتلسمان.
تُرْجِمَتْ مئات كتب سلسلة ليديبرد من قبل عدة مؤلفين منهم أحمد شفيق الخطيب، ونشرت من قبل مكتبة لبنان ناشرون.